# Lista di ponti romani

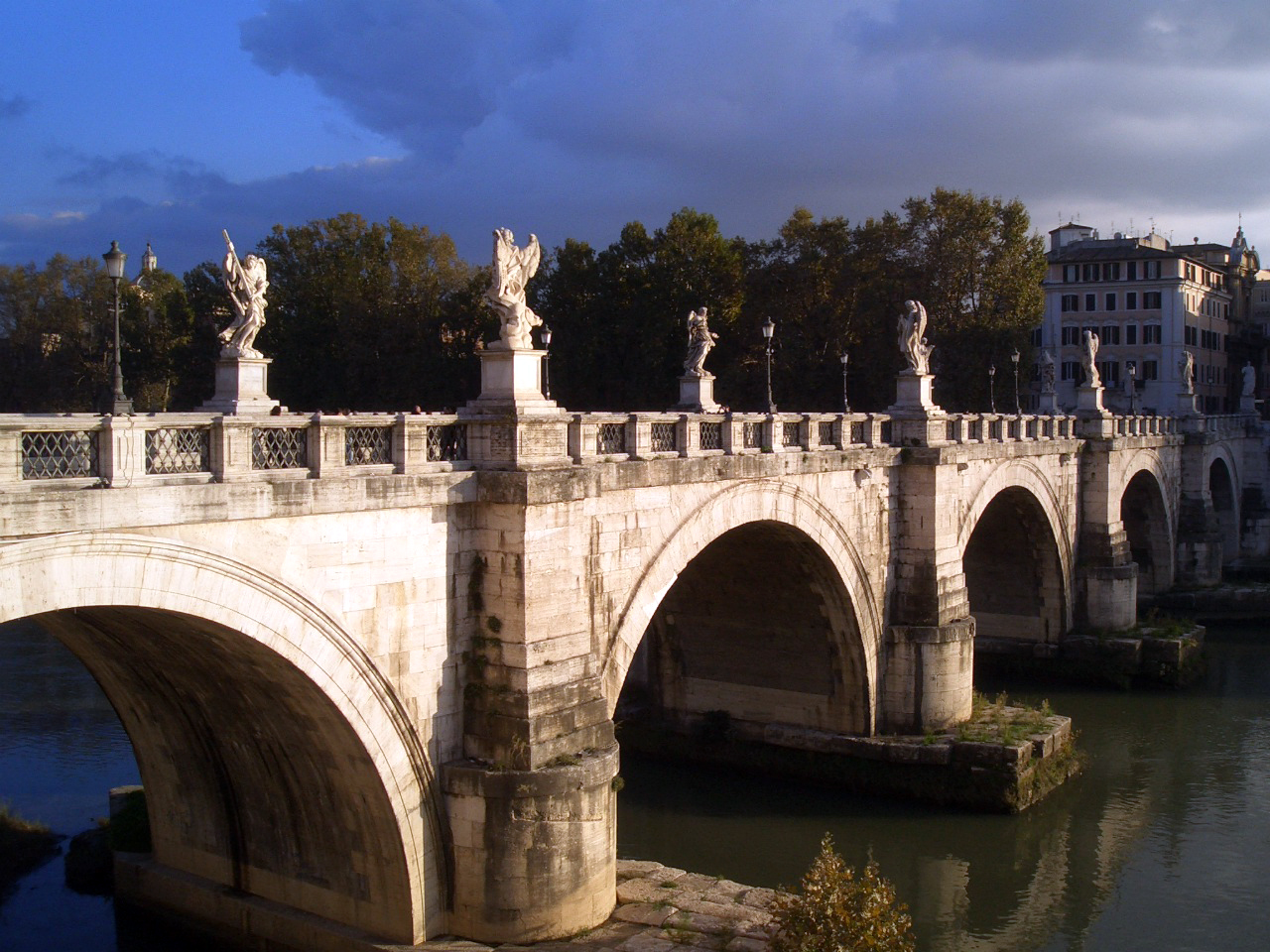
Ponte Sant'Angelo (Pons Aelius) a Roma

La lista raccoglie i ponti di origine romana conosciuti, i cui resti sono ancora conservati. Si basa principalmente sull'elenco fornito dal libro Roman Bridges, dell'ingegnere statunitense Colin O'Connor, il quale comprende 330 ponti in pietra, 34 ponti in legname e 54 ponti di acquedotti. Esiste inoltre una lista di più di 900 ponti romani pubblicata da Vittorio Galliazzo nel 1995.
La lista raccoglie strutture che abbiano conservato archi, piloni o fondamenta di epoca romana, oppure rifatte sullo stesso luogo con materiali di reimpiego dal precedente ponte romano, o per le quali si conosce dalle iscrizioni l'esistenza di un ponte romano ora scomparso; si tratta di ponti veri e propri, di viadotti e di frangicorrente (o rostri).
Trattandosi di strutture particolarmente soggette agli eventi naturali o bellici, e sottoposte quando in uso ad una continua attività di manutenzione, la maggior parte dei ponti della lista comprendono modifiche, parti sostituite o estensioni anche di epoca medievale e moderna.

## Ponti in muratura
In questa sezione sono elencati i ponti costruiti in blocchi di pietra (opera quadrata) o in laterizio (mattoni, opera laterizia). La maggior parte di essi è costituita da arcate, sebbene fosse conosciuta anche in epoca romana la tecnica di superare i vuoti attraverso grandi lastre di pietra poggiate sui piloni.
L'estensione delle campate e l'altezza della struttura permettono di distinguere tra ponti piccoli (P), medi (M) e grandi (G).
| Immagine | Nome                                  | Fiume                                                        | Località                                                                                          | Ubicazione                                                                              | Stato; Divisione amministrativa | Campata                                         | Altezza | Commento |
| --- | ------------------------------------- | ------------------------------------------------------------ | ------------------------------------------------------------------------------------------------- | --------------------------------------------------------------------------------------- | ------------------------------- | ----------------------------------------------- | ------- | --- |
| Ponte romano di Ascoli Satriano | Pondë romänö (Ponte romano)           | Carapelle (fiume)                                            | Ascoli Satriano                                                                                   | 41°13′42″N 15°32′38″E                                                                   | Italia; Puglia                  |                                                 |         | Eretto dall'imperatore Traiano agli inizi del II secolo d.C., ristrutturando la rete che univa Roma all'Oriente. |
| Ponte romano di Becilla de Valderaduey | Ponte di Becilla de Valderaduey       | Valderaduey                                                  | Becilla de Valderaduey                                                                            |                                                                                         | Spagna                          |                                                 |         | |
| Ponte romano di Ain Diwar | Ponte di Ain Diwar (Ayn Dīwār)        | Tigri (attualmente il fiume scorre a 500 m di distanza)      | Ain Diwar                                                                                         | 3,5 km a nord-est della città di Ayn Dīwār                                              | Siria                           |                                                 |         | |
| Ponte di Mantible | Ponte romano di Mantible              | Ebro                                                         | tra il quartiere del Cortijo del municipio di Logroño e la località Assa nel municipio diLanciego | Spagna                                                                                  | ?                               | ?                                               |         | |
| Ponte sull'Esepo intorno al 1905/06 | Ponte sull'Esepo                      | Gönen Çayi (Esepo)                                           | Cizico                                                                                            | 5 km a monte della foce del fiume                                                       | Turchia                         | 11 x P-M                                        | ?       | |
| Ponte Alcántara | Ponte di Alcántara                    | Tago                                                         | Alcántara                                                                                         | ?                                                                                       | Spagna                          | 13.8 m; 21.9 m; 28.8 m; 27.4 m; 21.9 m; 13.8 m  | G       | |
| Campata numero 3 | Ponte di Alconétar                    | Tago                                                         | Alconétar                                                                                         | Adesso 6 km N                                                                           | Spagna                          | 16 x 7.3–15 m                                   | M       | Ponte a segmento d'arco |
| Ponte romano di Avila | Ponte romano di Avila                 | Adaja                                                        | Avila                                                                                             |                                                                                         | Spagna                          |                                                 | M       | |
| Alte Sauerbrücke visto dalla sponda di Echternach                                                                                          | Vecchio ponte sul Sauer               | Sauer o Sûre                                                 | Echternach                                                                                        | ?                                                                                       | Lussemburgo/ Germania           | ?                                               | ?       | |
| Ponte Arapsu | Ponte Arapsu                          | Arapsu                                                       | Olbia                                                                                             | Antalya-Arapsuyu                                                                        | Turchia                         | 1 x P                                           | P       | |
| Ponte Asi | Ponte Asi                             | Oronte                                                       | Antakya                                                                                           | ?                                                                                       | Turchia                         | 4 x 10 m                                        | P       | |
| Band-e Kaisar | Band-e Kaisar                         | Karun                                                        | Shushtar                                                                                          | ?                                                                                       | Iran                            | circa 40 x M                                    | M       | Il ponte romano situato più ad est |
| Ponte a Afrin | Ponte ad Afrin                        | Afrin                                                        | Aleppo                                                                                            | 1 km a E di Cyrrhus                                                                     | Siria                           | 11.5 m; 12.5 m; 12 m                            | M       | |
| Ponte a Eski Mossul | Ponte a Eski Mossul                   | Wadi al Murr                                                 | Eski Mossul                                                                                       | ?                                                                                       | Iraq                            | c.15 m                                          | M       | |
| Quarto arco della parte meridionale | Ponte di Limira                       | Alakır Çayı                                                  | Limira                                                                                            | 7.5 km a NE di Finike                                                                   | Turchia                         | 27 x circa 10.65 m                              | P       | Ponte a segmento d'arco |
| | Ponte vicino a Maameltein             | Maameltein                                                   | Beirut                                                                                            | 18 km NE                                                                                | Libano                          | 12 m                                            | P       | |
| | Ponte romano a Nimreh                 | Wadi al-Liwa                                                 | Shahba                                                                                            | 10 km Sud-Est da Shahba                                                                 | Siria                           | 6.73 m                                          | P       | Arco trasversale |
| Ponte di Oberzeiring | Ponte di Oberzeiring                  | Blahbach                                                     | Oberzeiring                                                                                       | 20 km Nord-Ovest di Judenberg                                                           | Austria                         | 1 or 2 x P                                      | P       | |
| | Ponte di Oinoanda                     | Koca Çayi (Fiume Xanthos)                                    | Oinoanda                                                                                          | Alle pendici della collina su cui sorge la città                                        | Turchia                         | ?                                               | ?       | Scavi archeologici hanno rinvenuto un'antica iscrizione che testimonia l'esistenza del ponte. |
| Ponte di Jisr Jindas | Ponte di Jisr Jindas                  | Nahal Ayalon                                                 | Lod                                                                                               | 35 km Nord-Ovest di Gerusalemme                                                         | Israele                         | ?                                               | ?       | Solo le fondamenta sono di epoca romana |
| | Ponte delle Carovane                  | Meles                                                        | Smirne                                                                                            | ?                                                                                       | Turchia                         | ?                                               | ?       | |
| | Cinque Ponti                          | ?                                                            | Salona                                                                                            | 7 km a nord-est di Spalato                                                              | Croazia                         | 2 x P                                           | P       | |
| | Cloaca di Porta San Clementino        | Marta                                                        | Gravisca                                                                                          | Vicino a Tarquinia sulla via Aurelia                                                    | Italia; Lazio                   | 1 x P                                           | P       | |
| | Ponte di Costantino (Misia)           | Adirnas Çayi (Rindacus)                                      | Ulubad (Lopadium)                                                                                 |                                                                                         | Turchia                         | ?                                               | ?       | |
| | Condutture nella valle del Siliana    | ?                                                            | Maktar                                                                                            | E                                                                                       | Tunisia                         | 1 x P                                           | P       | |
| La caratteristica forma del ponte (2005)                                                                                                   | Ponte sull'Eurimedonte (Aspendos)     | Köprüçay (Eurymedon)                                         | Aspendos                                                                                          | circa 3 km Sud Ovest                                                                    | Turchia                         | 5.1 m; ?; ?; 14.95 m; 23.52 m; 14.95 m; ?;      | M       | |
| Il ponte Eurymedon a Selge nel 2009 | Ponte sull'Eurimedonte (Selge)        | Köprüçay (Eurymedon)                                         | Selge                                                                                             | circa 5 km Nord di Beşkonak                                                             | Turchia                         | 7 m                                             | P       | |
| Ponte Gemarrin, vista da sud-est, 1995 | Ponte Gemarrin                        | Wadi Zeidi                                                   | Bosra                                                                                             | Nord di Bostra                                                                          | Siria                           | 3 x P                                           | P       | |
| | Ponte Göksu                           | Göksu (Calycadnus)                                           | Samsat                                                                                            | 25 km Ovest                                                                             | Turchia                         | circa 30 m                                      | ?       | |
| | Ponte Hadji Bektari                   | Shkumbi                                                      | Hadji Bektari                                                                                     | 10 km Nord-Est di Elbasan                                                               | Albania                         | 3 x P                                           | ?       | |
| | Ponte Bnot Ya'akov                    | Giordano                                                     | ?                                                                                                 | a Nord del Mare di Galilea                                                              | Israele                         | 4 x M                                           | P       | |
| Ponte dell'incontro (Jisr el Majami) | Ponte dell'incontro (Jisr el-Majami)  | Giordano                                                     | Gesher                                                                                            | ?                                                                                       | Israele                         | circa 15 m; circa 18 m                          | M       | |
| Ponte Baç o Justinyen Köprüsü o Ponte di Giustiniano                                                                                       | Ponte Baç                             | Cidno                                                        | Tarso                                                                                             | 2,5 chilometri ad est del centro di Tarso                                               | Turchia                         | 3 x P                                           | P       | |
| | Ponte Karamagara                      | Arapgir Çayı                                                 | Ağın                                                                                              | ?                                                                                       | Turchia                         | 17 m                                            | G       | Forse il più vecchio ponte a punta d'arco ad oggi conosciuto |
| | Ponte Karas                           | ?                                                            | Karas                                                                                             | 10 km a Nord di Erzerum                                                                 | Turchia                         | 4-8 x M                                         | P       | |
| Terzo arco | Ponte Kemer                           | Koca Çayi (Fiume Xanthos)                                    | Kemer                                                                                             | a Nord di Kalkan                                                                        | Turchia                         | 4.1 m; 4.5 m; >4.0 m                            | P       | |
| | Ponte di Kharaba                      | Wadi Zeidi                                                   | Bosra                                                                                             | 3.5 km Nord-Ovest di Bostra                                                             | Siria                           | 3 x 3.8 m                                       | P       | |
| Ponte sul Leonte | Ponte sul Leonte                      | Leonte                                                       | Tiro                                                                                              | 10 km N                                                                                 | Libano                          | 1 x M                                           | P       | Ponte a segmento d'arco |
| Altezza e piantina del Ponte sul Macesto                                                                                                   | Ponte sul Macesto                     | Susurluk Çayi (Macesto)                                      | Balıkesir                                                                                         | Tra Susurluk e Sultançayir                                                              | Turchia                         | 15 x 14.20 m                                    | P       | Ponte ad arco ribassato |
| Ponte Misis | Ponte Misis                           | Ceyhan                                                       | Adana                                                                                             | a Est di Adana                                                                          | Turchia                         | 9 x M                                           | P       | |
| | Muro del Peccato                      | ?                                                            | Civita Castellana                                                                                 | a Nord del Ponte sul Treia                                                              | Italia; Lazio                   | ?                                               | ?       | |
| Ponte di Nysa | Ponte di Nysa                         | Cakircak                                                     | Nysa                                                                                              | A Nysa                                                                                  | Turchia                         | 5.7–7 m                                         | P       | Seconda più larga sottostruttura di un ponte antico |
| Ponte Aelius | Ponte Sant'Angelo                     | Tevere                                                       | Roma                                                                                              | A Roma                                                                                  | Italia; Lazio                   | 6 x 18                                          | M       | |
| Ponte Emilio | Ponte Emilio                          | Tevere                                                       | Roma                                                                                              | A Roma                                                                                  | Italia; Lazio                   | 6 campate, include 4 x 24.3 m                   | M       | |
| Ponte Sisto | Ponte Sisto                           | Tevere                                                       | Roma                                                                                              | A Roma                                                                                  | Italia; Lazio                   |                                                 |         | |
| Ponte Aurunco | Ponte Auruncus                        | Rio Travata                                                  | Sessa Aurunca                                                                                     | 1 km a Ovest                                                                            | Italia; Campania                | 21 x M                                          | P       | |
| | Ponte di Annibale (o del Diavolo)     | Platano                                                      | Ricigliano                                                                                        | 40°38′37.91″N 15°29′00.02″E                                                             | Italia; Campania                | 12,65 m; 4,60 m                                 | 11 m    | |
| Ponte Cestius | Ponte Cestio                          | Tevere                                                       | Roma                                                                                              | A Roma                                                                                  | Italia; Lazio                   | 3 x 13.7 m                                      | M       | |
| Ponte Fabricius | Ponte Fabricio                        | Tevere                                                       | Roma                                                                                              | A Roma                                                                                  | Italia; Lazio                   | 24.2 m; 24.5 m                                  | M       | |
| Rovine del Ponte Neronianus in primo piano a pelo d'acqua (il ponte visibile sullo sfondo è il ponte moderno: Ponte Vittorio Emanuele II). | Ponte Neronianus                      | Tevere                                                       | Roma                                                                                              | A Roma                                                                                  | Italia; Lazio                   |                                                 |         | |
| | Ponte Minucius                        | Tevere                                                       | Otricoli                                                                                          | 3 km a Sud sulla Via Flaminia                                                           | Italia; Umbria                  | ?                                               | ?       | |
| Pons Mulvius | Ponte Milvio                          | Tevere                                                       | Roma                                                                                              | 5 km a Nord                                                                             | Italia; Lazio                   | 9 m; 4 x 18 m; 9 m                              | M       | |
| | Ponte di Probo                        | Tevere                                                       | Roma                                                                                              | A Roma                                                                                  | Italia; Lazio                   |                                                 |         | |
| | Ponte Servili                         | ?                                                            | Orakë                                                                                             | a Ovest del Lago Ohrid                                                                  | Albania                         | ?                                               | ?       | |
| | Pont de Boissezon                     | Bénovie                                                      | Boissezon                                                                                         | 1 km a Sud di Sommières                                                                 | Francia                         | 6 m; 8.8 m; 9.4 m; 8.8 m; 6 m                   | P       | |
| | Pont de César                         | Velaj                                                        | Mondouilloux                                                                                      | sulla Via Bolena                                                                        | Francia                         | ?                                               | ?       | |
| Chimtou | Pont de Chemtou                       | Medjerda                                                     | Chemtou                                                                                           | 20 km a Ovest di Jendouba                                                               | Tunisia                         | 5 x P                                           | M       | |
| | Pont de Civitas Avensis               | Medjerda                                                     | Bou Salem (Souk el Khemis)                                                                        | 11 km a Est                                                                             | Tunisia                         | 2 x P                                           | ?       | |
| Pont de Domqueur | Ponte di Domqueur                     | ?                                                            | Domqueur                                                                                          | 16 km a E di Abbeville                                                                  | Francia                         | 2.3 m                                           | P       | |
| | Pont de Duperré                       | Oued Chelif                                                  | Duperré                                                                                           | 150 km a Sud-Ovest di Algeri                                                            | Algeria                         | ?                                               | ?       | |
| | Pont de Gastal                        | ?                                                            | Tébessa                                                                                           | Forse 30 km a Nord                                                                      | Algeria                         | 7.5 m                                           | P       | |
| | Ponte di Grich el Oued                | Oued el Hamar                                                | Grich el Oued (la Romana, Thisiduo)                                                               | 6 km Nord-Est di Mejez el Bab                                                           | Tunisia                         | >3 m                                            | P       | |
| | Ponte di Jedeida                      | Medjerda                                                     | Jedeida                                                                                           | nella parte terminale orientale del villaggio                                           | Tunisia                         | 9 x P                                           | P       | |
| | Ponte di Khémissa                     | ?                                                            | Khémissa                                                                                          | 2 km a est                                                                              | Algeria                         | P; 5.4 m; P                                     | M       | |
| | Ponte di Mejez el Bab                 | Medjerda                                                     | Mejez el Bab                                                                                      | alla fine della periferia occidentale del villaggio                                     | Tunisia                         | 7 x P                                           | P       | |
| | Ponte di Montignies-St Christophe     | Hantes                                                       | Montignies-St Christophe                                                                          | 1 km a nord-ovest                                                                       | Belgio                          | 13 x 1.5 m                                      | P       | |
| Pont de Pierre | Ponte di Pietra                       | Buthier                                                      | Aosta                                                                                             | a Est dell'Arco d'Augusto                                                               | Italia; Valle d'Aosta           | 17.1 m                                          | P       | Ponte a segmento d'arco |
| Ponte di Rolampont | Pont de Rolampont                     | Marna                                                        | Rolampont                                                                                         | 1-1.5 km a Sud-Est                                                                      | Francia                         | 3 x P                                           | P       | |
| | Ponte di Sbeitla                      | Oued Sbeitla                                                 | Sbeitla                                                                                           | 300 m a nord-est                                                                        | Tunisia                         | 4 x M                                           | M       | |
| | Ponte di Tébessa                      | ?                                                            | Tébessa                                                                                           | 2.5 km a nord-est                                                                       | Algeria                         | 4 x 3.1 m                                       | P       | |
| | Ponte di Tébourba                     | Medjerda                                                     | Tébourba                                                                                          | a sud-est del villaggio                                                                 | Tunisia                         | c.16 x P                                        | P       | |
| Ponte di Traiano | Ponte di Traiano                      | Oued Béja                                                    | Béja                                                                                              | 10 km a sud                                                                             | Tunisia                         | 5.8 m; 5.3 m; 6 m                               | P       | |
| | Ponte di Treviri                      | Oued Rhumel                                                  | Constantine                                                                                       | ?                                                                                       | Algeria                         | circa 3.5 m; 5.3 m; circa 3.5 m                 | M       | |
| Pont de Sommières | Ponte di Tiberio (Sommières)          | Vidourle                                                     | Sommières                                                                                         | nella città                                                                             | Francia                         | 2 x P; 13 x 8.5 m; 2 x P                        | P       | |
| | Ponte di San Gabriele                 | ?                                                            | Tarascon                                                                                          | ?                                                                                       | Francia                         | 3 m                                             | ?       | |
| Ponte di San Thibéry | Ponte di St Thibéry                   | Hérault                                                      | Saint-Thibéry                                                                                     | 1 km a sud-est sulla Via Domitia                                                        | Francia                         | 9 x 10–12 m                                     | P       | Ponte a segmento d'arco |
| Pont de Vaison-la-Romaine | Ponte di Vaison-la-Romaine            | Ouvèze                                                       | Vaison-la-Romaine                                                                                 | nel villaggio                                                                           | Francia                         | 17 m                                            | P       | |
| | Pont d'Adpertusa                      | Oued Chafrou                                                 | Adpertusa                                                                                         | 5 km a ovest di Tunisi                                                                  | Tunisia                         | 6.3 m                                           | P       | |
| | Ponte d'Ain Hedja                     | ?                                                            | Agbia                                                                                             | ?                                                                                       | Tunisia                         | ?                                               | ?       | |
| | Pont d'Ain Younes                     | Oued el Kebir                                                | Téboursouk                                                                                        | 9 km a sud-est                                                                          | Tunisia                         | 1 x P                                           | P       | |
| Pont Ambroix | Ponte Ambroix                         | Vidourle                                                     | Ambrussum                                                                                         | a ovest di Gallargues-le-Montueux sulla Via Domitia                                     | Francia                         | 5 x M                                           | ?       | |
| | Ponte d'Ascain                        | Nivella                                                      | Ascain                                                                                            | 7 km a sud-est di Saint-Jean-de-Luz                                                     | Francia                         | ?                                               | ?       | |
| | Pont d'el Kantara                     | Oued Kantara                                                 | El Kantara                                                                                        | 65 km a sud-ovest di Batna                                                              | Algeria                         | 10 m                                            | M       | |
| | Pont d'Ombret                         | Semois                                                       | Arel                                                                                              | sulla strada Arel-Treviri                                                               | Belgio                          | ?                                               | ?       | |
| | Pont d'Oudna                          | Oued Oudna                                                   | Oudna                                                                                             | 200 m a nord-est                                                                        | Tunisia                         | 3 x P                                           | P       | |
| | Pont d'Oued Budjema                   | Oued Budjema                                                 | Annaba                                                                                            | 1 km a sud, a Hippone                                                                   | Algeria                         | 11 x P                                          | P       | |
| | Pont d'Oued Bou-Zid                   | Oued Bou-Zid                                                 | Ksar Hellal                                                                                       | ?                                                                                       | Tunisia                         | ?                                               | ?       | |
| | Ponte d'Oued Cherchar                 | Oued Cherchar                                                | Bou Ficha                                                                                         | 4 km a nord-est                                                                         | Tunisia                         | c.16 x P                                        | P       | |
| | Pont d'Oued el Ahmar                  | Oued el Ahmar                                                | Dougga                                                                                            | 6.5 km a Est                                                                            | Tunisia                         | ?                                               | ?       | |
| | Ponte d'Oued el Enja                  | Oued el Enja                                                 | Thuburnica                                                                                        | 11 km nord-ovest di Chemtou                                                             | Tunisia o Algeria               | 10 m                                            | P       | |
| | Pont d'Oued Nebana                    | Oued Nebana                                                  | Kairouan                                                                                          | 36 km a nord                                                                            | Tunisia                         | 5 m; 6 x 2.6 m; P (adesso circa a 14 campate)   | P       | |
| | Pont d'Oued Zarga                     | Oued Zarga                                                   | Oued Zarga                                                                                        | ?                                                                                       | Tunisia                         | 2 x M                                           | P       | |
| | Pont d'Oued Ziuna                     | Oued Ziuna                                                   | Tolemaide (Addirsiyah)                                                                            | ?                                                                                       | Libia                           | 2 x P                                           | P       | |
| | Pont d'Outremecourt                   | Calavon                                                      | Bourmont                                                                                          | ?                                                                                       | Francia                         | 3 m; 4.7 m; 5.8 m; 4.7 m; 3 m                   | P       | |
| | Pont des Esclapes                     | Le Béal                                                      | Fréjus                                                                                            | 2.5 km a Ovest, sulla Via Giulia Augusta                                                | Francia                         | 3 x P                                           | P       | |
| Pont des Marchands | Pont des Marchands                    | Canal de la Robine                                           | Narbonne                                                                                          | Sotto le case                                                                           | Francia                         | c.15 m                                          | P       | Ponte a segmento d'arco |
| Il ponte di Flavos, a singola arcata con due archi di trionfo all'inizio e alla fine.                                                      | Ponte di Flavos                       | Touloubre                                                    | Saint-Chamas                                                                                      | a Est di Arles sulla Via Giulia Augusta                                                 | Francia                         | 12.3 m                                          | P       | |
| Pont Julien | Pont Julien                           | Coulon                                                       | Apt                                                                                               | 7 km a Ovest di                                                                         | Francia                         | 10.3 m; 16.3 m; 10.3 m                          | P       | |
| Ponte Romà | Ponte Romà                            | Torrent de Sant Jordi                                        | Pollença                                                                                          | nella periferia                                                                         | Spagna                          | 2 x P                                           | P       | Un arco semi-circolare e un arco a segmento |
| | Ponte Serme                           | ?                                                            | Béziers                                                                                           | 14 km a Ovest sulla Via Domitia                                                         | Francia                         | ?                                               | P       | |
| Pont-Saint-Martin | Pont Saint-Martin                     | Lys                                                          | Pont-Saint-Martin                                                                                 | nel villaggio                                                                           | Italia; Valle d'Aosta           | 36.65 m                                         | M       | Ponte a segmento d'arco |
| | Ponte sul Couesnon                    | ?                                                            | Vendelais                                                                                         | ?                                                                                       | Francia                         | 3 m                                             | P       | |
| Pont sur la Laye | Ponte romano (Mane)                   | Laye                                                         | Mane                                                                                              | 1 km a Ovest                                                                            | Francia                         | 3 m; 7 m; 12 m                                  | P       | Ponte a segmento d'arco |
| | Ponte sul Loira                       | Loira                                                        | Lavoûte-sur-Loire                                                                                 | ?                                                                                       | Francia                         | ?                                               | ?       | |
| | Ponte sul l'Oued Djilf                | Oued Djilf                                                   | Maktar                                                                                            | 15 km a Est                                                                             | Tunisia                         | 6 x 5.4 m                                       | M       | |
| | Ponte sul Rodano                      | Rodano                                                       | Arles                                                                                             | ?                                                                                       | Francia                         | ?                                               | ?       | |
| | Ponte sul Rodano                      | Rodano                                                       | Vienne                                                                                            | verso Sainte-Colombe                                                                    | Francia                         | ?                                               | ?       | |
| | Pont Vieux                            | Hérault                                                      | Le Vigan                                                                                          | ?                                                                                       | Francia                         | ?                                               | ?       | |
| | Pontaccio                             | ?                                                            | Loano                                                                                             | sulla Via Giulia Augusta                                                                | Italia; Liguria                 | 10 m                                            | P       | |
| | Ponte Altinate                        | Brenta                                                       | Padova                                                                                            | a est della città                                                                       | Italia; Veneto                  | 11.14 m; 12.29 m; 10.90 m                       | P       | Ponte a segmento d'arco. |
| | Ponte Alto                            | ?                                                            | Terracina                                                                                         | sulla Via Appia                                                                         | Italia; Lazio                   | 1 x P                                           | P       | |
| | Ponte Amato                           | Fosso Collafri                                               | Gallicano                                                                                         | 0.4 km a Sud-Ovest sulla Via Praenestina                                                | Italia; Lazio                   | 5 m                                             | M       | |
| | Ponte Antico                          | Fosso dell'Acqua Traversa                                    | Terracina                                                                                         | sulla Via Appia                                                                         | Italia; Lazio                   | 1 x P                                           | P       | |
| | Ponte di Apollosa                     | Torrente Corvo                                               | Apollosa                                                                                          | lungo la via Appia                                                                      | Italia; Campania                | P; M; P                                         | M       | ricostruito |
| | Ponte Fabio Massimo                   | Titerno                                                      | Faicchio                                                                                          |                                                                                         | Italia; Campania                | P; M                                            | M       | |
| | Ponte di Annibale                     | Titerno                                                      | Cerreto Sannita                                                                                   |                                                                                         | Italia; Campania                | M                                               | M       | ricostruito |
| | Ponte romano                          | Torrente Janare                                              | San Lorenzo Maggiore                                                                              | lungo una diramansione della Via Latina, presso il convento di Santa Maria della Strada | Italia; Campania                | P                                               | P       | |
| | Ponte Calamone                        | ?                                                            | Narni                                                                                             | 2.5 km a Nord sulla Via Flaminia                                                        | Italia; Umbria                  | 3.3 m; 1.4 m; 3.3 m                             | P       | |
| | Ponte Cardaro                         | ?                                                            | Narni                                                                                             | 5 km a Nord sulla Via Flaminia                                                          | Italia; Umbria                  | 3.4 m; 5.5 m; 7.9 m; 5.5 m; 3.4 m               | P       | |
| | Ponte Catena                          | ?                                                            | Cori                                                                                              | fuori dalla Porta Ninfina                                                               | Italia; Lazio                   | 1 x P                                           | G       | |
| | Ponte Corvo (Padova)                  | Bacchiglione                                                 | Padova                                                                                            | a Est della città                                                                       | Italia; Veneto                  | 7.7 m; 8.7 m; 11 m                              | P       | Ponte a segmento d'arco |
| | Ponte Corvo                           | Torrente Corvo                                               | Benevento                                                                                         | circa 5 km a Sud-Ovest                                                                  | Italia; Campania                | 2 x P                                           | P       | le arcate non sono più esistenti |
| | Ponte d'Arena                         | ?                                                            | Monza                                                                                             | ?                                                                                       | Italia; Lombardia               | 5.1 m                                           | P       | |
| | Ponte dei Ciclopi                     | ?                                                            | Cantiano                                                                                          | circa 3 km a Nord sulla Via Flaminia                                                    | Italia; Marche                  | 3.7 m                                           | P       | |
| Ponte Ladrone | Ponte dei Ladroni                     | Vallone della Ferrara                                        | Sant'Arcangelo Trimonte                                                                           | sulla Via Traiana                                                                       | Italia; Campania                | 3 m; 10 m; 14 m                                 | ?       | ruderi |
| Ponte degli Angeli | Ponte degli Angeli                    | Bacchiglione                                                 | Vicenza                                                                                           | Vicino alla Chiesa degl'Angeli                                                          | Italia; Veneto                  |                                                 |         | |
| Ponte San Paolo | Ponte San Paolo                       | Bacchiglione                                                 | Vicenza                                                                                           |                                                                                         | Italia; Veneto                  |                                                 |         | |
| | Ponte del Diavolo                     | Fiumaretta                                                   | Santa Marinella                                                                                   | Via Aurelia                                                                             | Italia; Lazio                   | 7 m                                             | P       | |
| | Ponte del Diavolo                     | Spalla Bassa                                                 | Cassino                                                                                           | 0–12 km Sud-Ovest                                                                       | Italia; Lazio                   | 5.5 m                                           | P       | |
| | Ponte del Diavolo                     | Titerno                                                      | Campobasso                                                                                        | ?                                                                                       | Italia; Molise                  | 1 x M                                           | P       | |
| | Ponte del Diavolo                     | ?                                                            | Blera                                                                                             | In una gola montagnosa sotto il villaggio                                               | Italia; Lazio                   | 3 x P                                           | P       | |
| Ponte del Diavolo a Manziana | Ponte del Diavolo                     | Fosso del Diavolo                                            | Manziana                                                                                          | a Ovest del Lago di Bracciano                                                           | Italia; Lazio                   | 7 m                                             | P       | |
| | Ponte del Diavolo                     | ?                                                            | Massa Martana                                                                                     | 13 km a Nord sulla Via Flaminia                                                         | Italia; Umbria                  | 3.3 m                                           | P       | |
| | Ponte del Gran Caso                   | Gran Caso                                                    | Ascoli Piceno                                                                                     | 2 km a Est, sulla Via Salaria                                                           | Italia; Marche                  | 6 m                                             | M       | |
| | Ponte del Tirso                       | Tirso                                                        | Oristano                                                                                          |                                                                                         | Italia; Sardegna                | Rovine                                          | ?       | |
| Ponte dell'Abbadia | Ponte dell'Abbadia                    | Fiora                                                        | Vulci                                                                                             | 8 km a Nord di Montalto di Castro                                                       | Italia; Lazio                   | P; circa 25 m; P                                | G       | |
| | Ponte dell'Acqua                      | Ponci                                                        | Finale Ligure                                                                                     | In Val Ponci sulla Via Giulia Augusta                                                   | Italia; Liguria                 | 1 x P                                           | P       | Detto così per la fonte che ne scaturisce di lato. Il ponte è ancora parzialmente integro, ma presenta la mancanza di vari blocchi. |
| | Ponte dell'Acquoria                   | Aniene                                                       | Tivoli                                                                                            | 1.2 km a Ovest                                                                          | Italia; Lazio                   | 7 x P                                           | ?       | |
| | Ponte della Regina                    | Brembo                                                       | Almenno San Salvatore                                                                             | Lecco-Bergamo                                                                           | Italia; Lombardia               | 8 x M                                           | M-alto  | |
| Ponte romano di Palazzolo sull'Oglio | Ponte romano di Palazzolo sull'Oglio  | Oglio                                                        | Palazzolo sull'Oglio                                                                              | Via Gallica                                                                             | Italia; Lombardia               |                                                 |         | |
| | Ponte della Rocca                     | ?                                                            | Blera                                                                                             | 1 km a Ovest sulla Via Clodia                                                           | Italia; Lazio                   | 1 x P                                           | M       | |
| | Ponte della Scutella                  | Cavignano                                                    | Ascoli Piceno                                                                                     | sulla Via Salaria                                                                       | Italia; Marche                  | 10.8 m                                          | P       | |
| | Ponte delle Chianche                  | Torrente Santo Spirito                                       | Buonalbergo                                                                                       | sulla Via Traiana                                                                       | Italia; Campania                | 6 x M                                           | P       | |
| | Ponte delle Fate                      | Ponci                                                        | Finale Ligure                                                                                     | nella Val Ponci sulla Via Giulia Augusta                                                | Italia; Liguria                 | 5.7 m; P                                        | M       | Detto così per la vicinanza all'omonima grotta, è il meglio conservato della Val Ponci e presenta anche parte del muro di contenimento della strada originale.                                                                                            |
| | Ponte delle Voze                      | Voze                                                         | Finale Ligure                                                                                     | nella Val Ponci sulla Via Giulia Augusta                                                | Italia; Liguria                 | 4–5 m                                           | P       | Detto così per il torrentello che scendeva da Bric' Vose. Particolare per la sua altezza, si può notare nelle immediate vicinanze il basamento di una probabile struttura di guardia.                                                                     |
| | Ponte detto delle Piangole            | Metauro                                                      | ?                                                                                                 | nei dintorni di Pesaro                                                                  | Italia; Marche                  | 4 x M                                           | M       | |
| | Ponte d'Arli                          | Tronto                                                       | Arli                                                                                              | 14 km a Ovest di Ascoli Piceno sulla Via Salaria                                        | Italia; Marche                  | 17 m                                            | M       | |
| Ponte d'Augusto a Rimini | Ponte di Tiberio                      | Marecchia                                                    | Rimini                                                                                            | sulla Via Emilia                                                                        | Italia; Emilia-Romagna          | 8.7 m; 8.9 m; 10.6 m; 8.9 m; 8.0 m              | P       | |
| Pons Lapidis | Pons Lapidis                          | Parma                                                        | Parma                                                                                             | sulla Via Emilia                                                                        | Italia; Emilia-Romagna          | 11 campate                                      | ?       | Eretto originariamente nel 187 a.C., rimase in secca nel 1177 e fu interrato negli anni seguenti; fu rinvenuto nel 1966 durante i lavori di risezionamento di strada Mazzini e riportato alla luce tramite la realizzazione di un sottopassaggio pedonale |
| Ponte romano di Fidenza | Ponte romano                          | Stirone                                                      | Fidenza                                                                                           | sulla Via Emilia                                                                        | Italia; Emilia-Romagna          | ?                                               | ?       | Eretto presumibilmente nel I secolo, crollò in epoca medievale; fu rinvenuto nel 1874 e riportato alla luce verso la fine del XX secolo |
| Ponte di Augusto | Ponte di Augusto a Narni              | Nera                                                         | Narni                                                                                             | 0.5 km a Nord sulla Via Flaminia                                                        | Italia; Umbria                  | 19.6 m; 32.1 m; 18 m; 16 m                      | G       | |
| | Ponte di Agosta                       | Aniene                                                       | Agosta                                                                                            | 8 km a Sud di Arsoli                                                                    | Italia; Lazio                   | 7 x P                                           | P       | |
| | Ponte di Cassino                      | Valle del Rapido                                             | Cassino                                                                                           | circa 3 km a Nord                                                                       | Italia; Lazio                   | 1 x P                                           | P       | |
| | Ponte di Caudino                      | Lorenzino                                                    | Caudino                                                                                           | vicino a Arcevia                                                                        | Italia; Marche                  | 8 m                                             | P       | |
| Ponte di Cecco | Ponte di Cecco                        | Castellano                                                   | Ascoli Piceno                                                                                     | entrata Est della città                                                                 | Italia; Marche                  | 14.5 m; 7.2 m                                   | alto    | |
| | Ponte romani di Châtillon             | Marmore                                                      | Châtillon                                                                                         | nella cittadina                                                                         | Italia; Valle d'Aosta           | 15 m                                            | M       | |
| | Ponte di Costantino (Danubio)         | Danubio                                                      | Corabia; Gigen                                                                                    | tra le due città di Corabia e Gigen, in antico Sucidava e Oescus                        | Romania; Bulgaria               |                                                 | G       | |
| | Ponte di Corso Vittorio Emanuele      | ?                                                            | Milano                                                                                            | al di sotto di Corso Vittorio Emanuele                                                  | Italia; Lombardia               | 2.6 m                                           | P       | |
| | Ponte di Diocleziano                  | Metauro                                                      | Fossombrone                                                                                       | 2.5 km a Sud-Ovest                                                                      | Italia; Marche                  | circa 20 m                                      | G       | |
| | Ponte di Fiumicinetto                 | Gressaga                                                     | San Donà di Piave                                                                                 | a Nord                                                                                  | Italia; Veneto                  | 3 x c.7 m                                       | P       | |
| Ponte di San Giovanni | Ponte di Fossato di Vico              | Regalino                                                     | Fossato di Vico                                                                                   | circa 1.5 km a Est della Via Flaminia                                                   | Italia; Umbria                  | 1 x P                                           | P       | |
| | Ponte di Gavoi                        | ?                                                            | Gavoi                                                                                             |                                                                                         | Italia; Sardegna                | 5 x P-M                                         | P       | |
| | Ponte di Mezzocamino                  | ?                                                            | Roma                                                                                              | ?                                                                                       | Italia; Lazio                   | 1 x P                                           | P       | |
| | Ponte di Nona, Small                  | Torre Marrana                                                | Roma                                                                                              | 12 km a Est sulla Via Praenestina                                                       | Italia; Lazio                   | 6 m                                             | P       | |
| | Ponte di Nona, Largo                  | Torre Marrana                                                | Roma                                                                                              | 12 km a est sulla via Praenestina                                                       | Italia; Lazio                   | P; 7 x 6 m; P                                   | LG      | |
| | Ponte di Nepi                         | ?                                                            | Nepi                                                                                              | ?                                                                                       | Italia; Lazio                   | 1 x P                                           | P       | |
| | Ponte Marmone                         | Potenza                                                      | Pioraco                                                                                           | circa 25 km a Nord-Est di Nocera Umbra                                                  | Italia; Marche                  | 1 x P                                           | P       | |
| | Ponte di Pollenza                     | ?                                                            | Pollenza                                                                                          | 10 km a Sud-Ovest di Macerata                                                           | Italia; Marche                  | M; P                                            | P       | |
| Ponte di Porta Cappuccina | Ponte di Porta Cappuccina             | Tronto                                                       | Ascoli Piceno                                                                                     | entrata nord-ovest della città                                                          | Italia; Marche                  | 22.2 m                                          | G       | |
| | Ponte di Porta Rimini                 | Foglia                                                       | Pesaro                                                                                            | ?                                                                                       | Italia; Marche                  | 28.7 m; 6.3 m                                   | M       | |
| | Ponte di Promontogno                  | ?                                                            | Promontogno                                                                                       | vicino a Chiavenna                                                                      | Italia; Lombardia               | 1 x P                                           | M       | |
| | Ponte di Quintodecimo                 | Tronto                                                       | Quintodecimo                                                                                      | 24 km a Ovest di Ascoli Piceno sulla Via Salaria                                        | Italia; Marche                  | 17.1 m                                          | M       | |
| | Ponte di Rodi                         | ?                                                            | ?                                                                                                 | Isola di Rodi                                                                           | Grecia                          | 2 x P                                           | P       | |
| | Ponte di Sant'Antioco                 | ?                                                            | Sant'Antioco                                                                                      |                                                                                         | Italia; Sardegna                | 2 x P                                           | P       | |
| | Ponte di San Giovanni de Butris       | ?                                                            | Acquasparta                                                                                       | 1 km a Sud sulla Via Flaminia                                                           | Italia; Umbria                  | 2 x 8.7 m                                       | P       | |
| | Ponte di San Giuliano                 | Rapido                                                       | Atina                                                                                             | nella cittadina                                                                         | Italia; Lazio                   | 2 x M                                           | M       | |
| | Ponte di Santarcangelo di Romagna     | Uso                                                          | Rimini                                                                                            | circa 12 km a Ovest sulla Via Emilia                                                    | Italia; Emilia-Romagna          | circa 4 m                                       | P       | |
| | Ponte di Smirra                       | ?                                                            | Acqualagna                                                                                        | 2.0 km a Sud sulla Via Flaminia                                                         | Italia; Marche                  | 3.8 m                                           | P       | |
| | Ponte di Sperlonga                    | ?                                                            | Sperlonga                                                                                         | Vicino alla Villa di Tiberio                                                            | Italia; Lazio                   | 4.7 m                                           | P       | |
| | Ponte di Saint-Vincent                | Cillian                                                      | Saint-Vincent                                                                                     | 1 km a Est                                                                              | Italia; Valle d'Aosta           | 9.7 m; 3.1 m                                    | P       | |
| | Ponte di Terra                        | Fiume di Terra                                               | Roma                                                                                              | 21 km a Est sulla Via Praenestina                                                       | Italia; Lazio                   | 4.9 m                                           | P       | |
| Ponte Traiano (Fossombrone) | Ponte di Traiano                      | Metauro                                                      | Fossombrone                                                                                       | 5 km a Sud-Ovest sulla Via Flaminia                                                     | Italia; Marche                  | 4 m; 11.3 m                                     | M       | |
| | Ponte di Tre Ponti                    | Paludi Pontine                                               | Terracina                                                                                         | circa 15 km a Nord-Ovest sulla Via Appia                                                | Italia; Lazio                   | 2 x P                                           | P       | |
| | Ponte di Vigna Capoccio               | Fosso di Carano                                              | Velletri                                                                                          | 4 km a Sud-Ovest sulla Via Appia                                                        | Italia; Lazio                   | 1 x P                                           | ?       | |
| Ponte dei Pietroni | Ponte Etrusco                         | ?                                                            | Sigillo                                                                                           | 7.5 km a Nord sulla Via Flaminia                                                        | Italia; Umbria                  | 4 m                                             | P       | |
| Ponte Fonnaia | Ponte Fonnaia                         | Naia                                                         | Acquasparta (oggi Massa Martana)                                                                  | 3 km a Nord sulla Via Flaminia                                                          | Italia; Umbria                  | 3.4 m                                           | P       | |
| | Ponte Furo                            | Retrone                                                      | Vicenza                                                                                           | Vicino a Campo Marzio                                                                   | Italia; Veneto                  | 2 x 4.6 m                                       | P       | |
| | Ponte Genga                           | Sentino                                                      | Genga                                                                                             | 16 km a Nord-Est                                                                        | Italia; Marche                  | 8 m                                             | M       | |
| Ponte Grosso | Ponte Grosso                          | Burano                                                       | Cantiano                                                                                          | a Nord sulla Via Flaminia                                                               | Italia; Marche                  | 2 x 7 m                                         | P       | |
| | Ponte Grosso a Pontericcioli          | Fosso della Scheggio                                         | Scheggia                                                                                          | 6 km a Nord sulla Via Flaminia                                                          | Italia; Umbria                  | ? x 3.4 m                                       | P       | |
| | Ponte Ladricio                        | Isarco                                                       | Fortezza                                                                                          | ?                                                                                       | Italia; Trentino-Alto Adige     | ?                                               | ?       | |
| | Ponte Leproso                         | Sabato                                                       | Benevento                                                                                         | circa 1 km a Sud-Ovest                                                                  | Italia; Campania                | 5 x P                                           | P       | |
| | Ponte Lucano                          | Aniene                                                       | Tivoli                                                                                            | 3.5 km a Ovest sulla Via Tiburtina                                                      | Italia; Lazio                   | 5 x P                                           | P       | |
| | Ponte Lungo                           | Centa                                                        | Albenga                                                                                           | sulla Via Giulia Augusta                                                                | Italia; Liguria                 | 10 x 6.6-8.4 m                                  | P       | Ponte di origine romana ma ristrutturato in epoca medioevale e attualmente in secca poiché il fiume ha cambiato completamente il suo corso. |
| | Ponte Mammolo                         | Aniene                                                       | Roma                                                                                              | 8 km a Est-Nord-Est sulla Via Tiburtina                                                 | Italia; Lazio                   | P; 16 m; P                                      | M       | |
| Ponte Mallio | Ponte Mallio                          | Bosso                                                        | Cagli                                                                                             | 0.5 km a Nord sulla Via Flaminia                                                        | Italia; Marche                  | 11.7 m                                          | P       | |
| | Ponte Marzio                          | Serio                                                        | Gorle                                                                                             | vicino a Bergamo                                                                        | Italia; Lombardia               | 3 x M                                           | P       | |
| Ponte Molino | Ponte Molino                          | Bacchiglione                                                 | Padova                                                                                            | verso il Nord-Est della città                                                           | Italia; Veneto                  | 7.80 m; 8.86 m; 11.47 m; 8.51 m; 7.81 m         | P       | Ponte a segmento d'arco. |
| | Ponte Nascosa                         | ?                                                            | Civitamassa                                                                                       | circa 9 km a Nord-Ovest di L'Aquila sulla Via Caecilia                                  | Italia; Abruzzo                 | P                                               | P       | |
| | Ponte Nepesino                        | Fosso Cerreto                                                | Nepi                                                                                              | 3 km a Sud sulla Via Amerina                                                            | Italia; Lazio                   | 4 x P                                           | P       | |
| | Ponte Nomentano                       | Aniene                                                       | Roma                                                                                              | 6 km a nord-est sulla via Nomentana                                                     | Italia; Lazio                   | P; L; P                                         | M       | |
| | Ponte Petreo                          | ?                                                            | Ravenna                                                                                           | circa 3 km a Sud                                                                        | Italia; Emilia-Romagna          | ?                                               | ?       | |
| | Ponte Picchiato                       | Miccino                                                      | Orte                                                                                              | 12 km a Sud-Est sulla Via Flaminia                                                      | Italia; Lazio                   | 11.5 m                                          | P       | |
| Ponte Pietra | Ponte Pietra                          | Adige                                                        | Verona                                                                                            | nell'angolo Nord-Est della città                                                        | Italia; Veneto                  | 5 x M                                           | P       | |
| | Ponte Pietra                          | Ofanto                                                       | Canosa di Puglia                                                                                  | 5 km a ovest sulla Via Traiana                                                          | Italia; Puglia                  | 2 campate                                       | ?       | |
| | Ponte Piro                            | ?                                                            | Barbarano Romano                                                                                  | 4 km a sud-est di Blera sulla via Clodia                                                | Italia; Lazio                   | ?                                               | ?       | |
| | Ponte presso Tor di Valle             | ?                                                            | Roma                                                                                              | 10 km a Sud-Ovest sulla Via Ostiense                                                    | Italia; Lazio                   | 1 x P                                           | P       | |
| | Ponte presso Torre Pastore            | ?                                                            | Civita Castellana                                                                                 | 0.3 km a Nord di Ponte Ritorto                                                          | Italia; Lazio                   | 3.1 m                                           | P       | |
| | Ponte Ritorto                         | Fosso di Chiavello                                           | Civita Castellana                                                                                 | 4 km a Est sulla Via Flaminia                                                           | Italia; Lazio                   | 5.9 m                                           | P       | |
| Ponte romano di Acquasanta Terme | Ponte Romano                          | torrente Garrafo                                             | Acquasanta Terme                                                                                  | sulla via Salaria                                                                       | Italia; Marche                  | 10.5 m                                          | M       | |
| Ponte romano di Rieti | Ponte romano                          | Velino                                                       | Rieti                                                                                             | centro della città (alla fine di via Roma), sulla via Salaria                           | Italia; Lazio                   | 3 luci, in totale 38,9 metri                    | P       | Demolito tra il 1932 e il 1936 e sostituito da un nuovo ponte; i suoi resti sono adagiati sul fondale ed emergono per buona parte |
| | Ponte Rotto                           | Carapelle                                                    | Foggia                                                                                            | 15 km a SE sulla Via Traiana                                                            | Italia; Puglia                  | 10 x P-M                                        | P       | |
| | Ponte Rotto                           | Cervaro                                                      | Foggia                                                                                            | 10 km a Sud sulla Via Traiana                                                           | Italia; Puglia                  | 17 x P-M                                        | P       | |
| Il Ponte Salario ritratto da Piranesi tra il 1754–1760.                                                                                    | Ponte Salario                         | Aniene                                                       | Roma                                                                                              | 5 km a Nord sulla Via Salaria                                                           | Italia; Lazio                   | 8.5 m; 26.7 m; 8.5 m                            | M       | |
| | Ponte Sambuco                         | Fosso affluente del torrente Ariana                          | Belmonte in Sabina                                                                                | a Sud di Rieti, al miglio 41 della Via Salaria                                          | Italia; Lazio                   | 1 x P                                           | P       | |
| | Ponte San Giorgio                     | ?                                                            | Arsoli                                                                                            | 3 km a Nord sulla Via Valeria                                                           | Italia; Lazio                   | 1 x P                                           | P       | |
| Ponte Sanguinario | Ponte Sanguinario                     | Tessino                                                      | Spoleto                                                                                           | sotto Piazza Garibaldi                                                                  | Italia; Umbria                  | P; 6.2 m; 6.8 m; P                              | P       | |
| | Ponte Sanguinaro                      | Sanguinaro                                                   | Otricoli                                                                                          | 7 km a Nord-Est sulla Via Flaminia                                                      | Italia; Umbria                  | ?                                               | ?       | |
| | Ponte di San Lorenzo                  | Bacchiglione                                                 | Padova                                                                                            | nella parte orientale della città                                                       | Italia; Veneto                  | 12.8 m; 14.4 m; 12.5 m                          | P       | Ponte a segmento d'arco |
| | Ponte San Lorenzo                     | ?                                                            | Bulicame                                                                                          | 1 km a Nord-Est di Viterbo sulla Via Cassia                                             | Italia; Lazio                   | 1 x P                                           | P       | |
| | Ponte San Matteo                      | Bacchiglione                                                 | Padova                                                                                            | a Est della città                                                                       | Italia; Veneto                  | ?                                               | ?       | |
| | Ponte San Nicolao                     | ?                                                            | Viterbo                                                                                           | sulla Via Cassia                                                                        | Italia; Lazio                   | 1 x M                                           | P       | |
| | Ponte San Vito                        | Uso                                                          | Rimini                                                                                            | 10 km a Ovest, sulla Via Emilia                                                         | Italia; Emilia-Romagna          | 1 x P                                           | P       | |
| | Ponte Sardone                         | ?                                                            | Palestrina                                                                                        | 0.7 km a Sud-Ovest, sulla Via Praenestina                                               | Italia; Lazio                   | ?                                               | ?       | |
| | Ponte Scutonico                       | ?                                                            | Arsoli                                                                                            | 2 km a Sud sulla Via Valeria                                                            | Italia; Lazio                   | 1 x P                                           | P       | |
| | Ponte Sodo                            | Valchetta                                                    | Veii                                                                                              | sul confine settentrionale                                                              | Italia; Lazio                   | ?                                               | ?       | |
| Ponte Spiano | Ponte Spiano                          | Fonturce                                                     | Sigillo                                                                                           | 6 km a Nord sulla Via Flaminia                                                          | Italia; Umbria                  | 3.25 m                                          | P       | |
| | Ponte sul Adda                        | Adda                                                         | Olginate                                                                                          | a Sud di Lecco                                                                          | Italia; Lombardia               | 4.8 m                                           | P       | |
| | Ponte sul Canalat                     | Canalat                                                      | Ceggia                                                                                            | ?                                                                                       | Italia; Veneto                  | 8.3 m; 7.4 m; 6.8 m                             | P       | |
| | Ponte sul Lemene                      | Lemene                                                       | Concordia Sagittaria                                                                              | ?                                                                                       | Italia; Veneto                  | ?                                               | P       | |
| Ponte sul Mannu | Ponte sul Mannu                       | Mannu                                                        | Porto Torres                                                                                      | a Ovest della città                                                                     | Italia; Sardegna                | 5.4 m; 5.4 m; 3 m; 5.3 m; 5.2 m; 12.5 m; 19.5 m | M       | |
| | Ponte sul Fosso della Mola            | Fosso della Mola                                             | Nepi                                                                                              | 2 km a Est                                                                              | Italia; Lazio                   | 1 x M                                           | P       | |
| | Ponte sul Fosso Tre Ponti             | Fosso Tre Ponti                                              | Nepi                                                                                              | 4 km a Nord sulla Via Amerina                                                           | Italia; Lazio                   | 4.6 m                                           | M       | |
| | Ponte sul Fratta                      | Fratta                                                       | Orte                                                                                              | 13 km a Sud-Est sulla Via Flaminia                                                      | Italia; Lazio                   | ?                                               | ?       | |
| | Ponte sul Natissa                     | Natissa                                                      | Aquileia                                                                                          | ?                                                                                       | Italia; Friuli-Venezia Giulia   | 1 x P                                           | P       | |
| Ponte sul Ofanto | Ponte sull'Ofanto                     | Ofanto                                                       | Canosa di Puglia                                                                                  | 5 km a Ovest sulla Via Traiana                                                          | Italia; Puglia                  | 7 x P-M                                         | P       | |
| | Ponte sul Reno                        | Reno                                                         | Bologna                                                                                           | sulla Via Emilia                                                                        | Italia; Emilia-Romagna          | ?                                               | ?       | |
| | Ponte sul Rio della Torre             | Rio della Torre                                              | San Lorenzo al Mare                                                                               | sulla Via Giulia Augusta                                                                | Italia; Liguria                 | 4 m                                             | P       | |
| Ponte sul Rubicone | Ponte sul Rubicone                    | Rubicone                                                     | Savignano                                                                                         | sulla Via Emilia                                                                        | Italia; Emilia-Romagna          | 3 x 6.2 m                                       | P       | |
| | Ponte sul Savuto                      | Savuto                                                       | Scigliano                                                                                         | sulla Via Popilia (o Annia)                                                             | Italia; Calabria                | 20.5 m                                          | M       | |
| | Ponte sul Tevere                      | Tevere                                                       | Sigliano                                                                                          | ?                                                                                       | Italia; Toscana                 | ?                                               | ?       | |
| | Ponte sul Treia                       | Treia                                                        | Civita Castellana                                                                                 | 5 km a Nord-Est sulla Via Flaminia                                                      | Italia; Lazio                   | ?                                               | ?       | |
| | Ponte sull'Ausa                       | Ausa                                                         | Rimini                                                                                            | Vicino all'Arco di Augusto                                                              | Italia; Emilia-Romagna          | P; M                                            | P       | |
| | Ponte sulla Dora                      | Dora Baltea                                                  | Ivrea                                                                                             | nella città                                                                             | Italia; Piemonte                | L; M; P                                         | M       | |
| Ponte Taverna | Ponte Taverna                         | Burano                                                       | Cagli                                                                                             | 0.5 km a Sud sulla Via Flaminia                                                         | Italia; Marche                  | 4.8 m; 16.2 m                                   | ?       | |
| Ponte del Toro | Ponte Toro                            | ?                                                            | Terni                                                                                             | 6 km a Nord-Est, sulla Via Flaminia                                                     | Italia; Umbria                  | 9 m                                             | P       | |
| | Ponte Tufaro                          | Torrente Serretelle                                          | Tufara Valle                                                                                      | lungo la via Appia                                                                      | Italia; Campania                | 3 x P                                           | P       | |
| | Ponte Valentino                       | Calore Irpino                                                | Benevento                                                                                         | 5 km a Est sulla Via Traiana                                                            | Italia; Campania                | 15 m; 18 m; 15 m                                | M       | |
| | Ponte Vecchio                         | ?                                                            | Rapallo                                                                                           | nel paese                                                                               | Italia; Liguria                 | 1 x M                                           | P       | |
| | Ponte Voragine                        | ?                                                            | Scheggia                                                                                          | 3 km a Nord sulla Via Flaminia                                                          | Italia; Umbria                  | 3 m                                             | P       | |
| | Primo Ponte                           | Fosso di Santa Maria Morgana                                 | Santa Marinella                                                                                   | sulla Via Aurelia                                                                       | Italia; Lazio                   | 1 x P                                           | P       | |
| | Secondo Ponte                         | Fosso di Santa Maria Morgana                                 | Santa Marinella                                                                                   | sulla Via Aurelia, a 60.9 km                                                            | Italia; Lazio                   | 1 x P                                           | P       | |
| | Primo Ponte                           | Canale dei molini (antico tratto cittadino del fiume Topino) | Foligno                                                                                           | nella città, in via Augusto Bolletta                                                    | Italia; Umbria                  | 4 x P                                           | P       | |
| | "Ponte di Cesare"                     | Canale dei molini (antico tratto cittadino del fiume Topino) | Foligno                                                                                           | nella città, in via Feliciano Scarpellini                                               | Italia; Umbria                  | 7 x P                                           | P       | |
| | Terzo Ponte                           | Canale dei molini (antico tratto cittadino del fiume Topino) | Foligno                                                                                           | nella città, in via S.Giovanni dell'Acqua                                               | Italia; Umbria                  | 9 m; 9 m; 10 m; 9 m                             | P       | |
| | Quarto Ponte                          | Canale dei molini (antico tratto cittadino del fiume Topino) | Foligno                                                                                           | nella città, in via Madonna delle Grazie                                                | Italia; Umbria                  | 8 m; 10 m; 8 m                                  | P       | |
| | Primo Ponte                           | ?                                                            | Gualdo Tadino                                                                                     | nelle vicinanze                                                                         | Italia; Umbria                  | circa 4 m                                       | M       | |
| | Secondo Ponte della Val Quazzola      | ?                                                            | Quiliano                                                                                          | vicino a Ricchini                                                                       | Italia; Liguria                 | 6 m                                             | P       | |
| | Terzo Ponte della Val Quazzola        | ?                                                            | Quiliano                                                                                          | 2 km più avanti del Secondo Ponte della Val Quazzola                                    | Italia; Liguria                 | circa 6 m                                       | P       | |
| | Quarto Ponte della Val Quazzola       | ?                                                            | Quiliano                                                                                          | località della Volta                                                                    | Italia; Liguria                 | ?                                               | ?       | |
| | Quinto Ponte della Val Quazzola       | ?                                                            | Quiliano                                                                                          | Colle sul Rio di Scarroni                                                               | Italia; Liguria                 | ?                                               | ?       | |
| | Sesto Ponte della Val Quazzola        | ?                                                            | Quiliano                                                                                          | Rio del Gallo                                                                           | Italia; Liguria                 | ?                                               | ?       | |
| | Ponte di Magnone                      | Ponci                                                        | Finale Ligure                                                                                     | In Val Ponci sulla via Giulia Augusta                                                   | Italia; Liguria                 | 1 x P                                           | P       | Fu demolito in parte dai Nolesi per dispetto verso il Marchesato del Finale |
| | Ponte Sordo                           | Ponci                                                        | Finale Ligure                                                                                     | In Val Ponci sulla via Giulia Augusta                                                   | Italia; Liguria                 | ?                                               | ?       | Del ponte rimangono solo le due rampe di accesso |
| | Pontetto                              | ?                                                            | Loano                                                                                             | sulla via Giulia Augusta                                                                | Italia; Liguria                 | 1 x P                                           | P       | |
| Ponticello | Ponticello                            | Torrente San Nicola                                          | Benevento                                                                                         | nella parte orientale della città                                                       | Italia; Campania                | 1 x M                                           | M       | |
| | Ponticello                            | ?                                                            | Cantiano                                                                                          | 0.2 km a Nord di Ponte dei Ciclopi                                                      | Italia; Marche                  | 1 x P                                           | P       | |
| Ponte dell’Abbazia | Ponticello dell'Abbazia               | ?                                                            | Acqualagna                                                                                        | 4 km a Nord sulla Via Flaminia                                                          | Italia; Marche                  | 2.1 m; 2.8 m                                    | P       | |
| | Ponticello di Case Nuove              | ?                                                            | Acqualagna                                                                                        | a Nord, sulla Via Flaminia                                                              | Italia; Marche                  | 1.4 m                                           | P       | |
| | Ponticello di Isernia                 | ?                                                            | Isernia                                                                                           | ?                                                                                       | Italia; Molise                  | 1 x M                                           | P       | |
| | Ponticello sul Selino                 | Selino                                                       | Selinunte                                                                                         | vicino a Castelvetrano                                                                  | Italia; Sicilia                 | 1 x P                                           | P       | |
| | Puente Bibey                          | Bibey                                                        | Puebla de Trives                                                                                  | circa a 8 km verso Petín                                                                | Spagna                          | 6.1 m; 18.5 m; 8.8 m                            | G       | |
| | Puente de Alardos                     | Alardos                                                      | Madrigal de la Vera                                                                               | ?                                                                                       | Spagna                          | 22.8 m                                          | M       | |
| Ponte di Albarregas | Ponte sul fiume Albarregas            | Albarregas                                                   | Mérida                                                                                            | entrata Nord-Ovest della città                                                          | Spagna                          | 1.3 m; 1.7 m; 3 x 5 m                           | P       | |
| Ponte Vella | Ponte Vella o Ponte Major             | Miño                                                         | Ourense                                                                                           |                                                                                         | Spagna                          |                                                 |         | |
| Puente de Alcántara | Ponte di Alcántara                    | Tago                                                         | Toledo                                                                                            | approccio est della città                                                               | Spagna                          | 16 m; 28.3 m                                    | G       | |
| | Puente de Alcantarilla                | Salado de Moran                                              | Utrera                                                                                            | 32 km a Sud-Est di Siviglia                                                             | Spagna                          | 5.4 m; 5.7 m                                    | P       | |
| Puente de Cangas de Onís | Puente de Cangas de Onís              | Sella                                                        | Cangas de Onís                                                                                    | ?                                                                                       | Spagna                          | 7.7 m; 21.6 m; 9.5 m; 6.8 m; 4.3 m; 3.6 m       | M       | Tre archi principali a punta. Risale originariamente al secondo secolo dopo Cristo. |
| | Puente de Cáparra                     | Ambroz                                                       | Plasencia                                                                                         | 20 km a N                                                                               | Spagna                          | 8.7 m; 9.2 m                                    | P       | |
| | Puente de Carmona                     | ?                                                            | Carmona                                                                                           | 28 km a Est di Siviglia                                                                 | Spagna                          | 4 m; 4 m; 5 m; 4 m                              | P       | |
| Ponte romano a Chaves | Ponte romano di Chaves                | Támega                                                       | Chaves                                                                                            | nella città                                                                             | Portogallo                      | circa 13 x P                                    | P       | |
| Ponte romano sull'Odivelas | Ponte romano sull'Odivelas            | Odivelas                                                     | Cuba                                                                                              | nel distretto di Beja                                                                   | Portogallo                      |                                                 |         | |
| | Puente de El Garro                    | Almonte                                                      | Alconétar                                                                                         | adesso sommerso dall'acqua                                                              | Spagna                          | ?                                               | ?       | |
| Ponte romano di Catribana | Ponte romano di Catribana             | torrente Bolelas                                             | Catribana                                                                                         | nel comune di Sintra, distretto di Lisbona                                              | Portogallo                      |                                                 |         | |
| | Puente de Guallaminos                 | Guallaminos                                                  | Villanueva de la Vera                                                                             | ?                                                                                       | Spagna                          | 18.6 m                                          | P       | |
| | Puente de Guijo de la Granadilla      | Alagón                                                       | Plasencia                                                                                         | circa 20 km a Nord                                                                      | Spagna                          | 19.1 m                                          | M       | |
| | Puente de Lugo                        | Jiloca                                                       | Lugo                                                                                              | ?                                                                                       | Spagna                          | 5.4 m; 11.2 m; 5.4 m                            | P       | |
| | Puente de Lumbier                     | Irati                                                        | Lumbier                                                                                           | a Hoz de Lumbier                                                                        | Spagna                          | 1 x M                                           | G       | |
| | Puente de Medellín                    | Guadiana                                                     | Medellín                                                                                          | 35 km a Est di Mérida                                                                   | Spagna                          | 28 x 12 m                                       | P       | |
| | Pont de Monistrol                     | Llobregat                                                    | Monistrol de Montserrat                                                                           | nella cittadina                                                                         | Spagna                          | 37 m; 27 m; 17 m; 12 m                          | M       | |
| | Puente de Orbigo                      | ?                                                            | Santiago di Compostela                                                                            | ?                                                                                       | Spagna                          | >5 x P                                          | P       | |
| | Puente de piedra                      | Ebro                                                         | Saragozza                                                                                         | nella città                                                                             | Spagna                          | ?                                               | ?       | |
| | Ponte Vecchio (Lleida)                | Segre                                                        | Lleida                                                                                            | nella città                                                                             | Spagna                          | ?                                               | ?       | |
| | Puente de Puebla de Trives            | Xares                                                        | Puebla de Trives                                                                                  | Vicino a Mendoya                                                                        | Spagna                          | 7 m                                             | P       | |
| Puente de Segura | Ponte di Segura                       | Elja                                                         | Segura                                                                                            | ?                                                                                       | Spagna/ Portogallo              | 7 m; 7 m; 10 m; 7 m                             | M       | |
| | Pont de Santa Coloma                  | Valira                                                       | Santa Coloma                                                                                      | 3 km a Sud di Andorra la Vella                                                          | Andorra                         | P; M                                            | P       | |
| | Puente de Tres Puentes                | Zadorra                                                      | Iruna                                                                                             | 9 km a Ovest di Vitoria-Gasteiz                                                         | Spagna                          | 13 x P                                          | P       | |
| | Puente de Villa del Río               | Salado de Porcuna                                            | Villa del Río                                                                                     | 10 km a Est di Montoro                                                                  | Spagna                          | 3 m; 9.1 m; 3.6 m                               | P       | |
| | Puente de Villodas                    | Zadorra                                                      | Villodas                                                                                          | circa 12 km a Ovest di Vitoria-Gasteiz                                                  | Spagna                          | 10 x P                                          | P       | |
| Puente del Diablo | Ponte del Diavolo                     | Llobregat                                                    | Martorell                                                                                         | Estremità orientale della città - sulla Via Giulia Augusta                              | Spagna                          | circa 16 m; 37.3 m                              | G       | |
| Ponte romano di Andùjar | Ponte di Andújar                      | Jándular                                                     | Andújar                                                                                           | 5 km a Ovest                                                                            | Spagna                          | 7 x 5.1 m; 2-3 x P                              | P       | |
| | Puente del Vadillo                    | Tamuja                                                       | Vadillo                                                                                           | 30 km a Est di Cáceres                                                                  | Spagna                          | 1 x M                                           | P       | |
| | Puente de la Cigarrosa                | Sil                                                          | Petín                                                                                             | nella città                                                                             | Spagna                          | 8 m; 10 m; 4 m; 19 m; 10 m                      | P       | |
| | Puente de la Doncella                 | Ambroz                                                       | Plasencia                                                                                         | circa 40 km a Nord                                                                      | Spagna                          | 9.3 m                                           | P       | |
| | Puente Linares                        | Limia                                                        | Bande                                                                                             | sulla strada Bande-Porquera                                                             | Spagna                          | 7.5 m; 7 m + (2 x P)                            | P       | |
| | Puente Mocha                          | Guadalmellato                                                | Cordova                                                                                           | 10 km a Est                                                                             | Spagna                          | 10 x 4.5-6.6 m                                  | P       | |
| Puente romano a Córdoba | Ponte romano                          | Guadalquivir                                                 | Cordova                                                                                           | Nella città                                                                             | Spagna                          | 16 x 7.9–12 m                                   | P       | |
| Puente romano a Mérida | Ponte romano                          | Guadiana                                                     | Mérida                                                                                            | entrata Sud della città                                                                 | Spagna                          | 62 x 5.6-11.6 m                                 | P       | |
| Ponte romano di Salamanca | Ponte romano di Salamanca             | Tormes                                                       | Salamanca                                                                                         | Nella città                                                                             | Spagna                          | 15 x 9.4-9.7 m                                  | P       | |
| | Pont Vell                             | Fluvià                                                       | Besalú                                                                                            | 30 km a Nord-Ovest di Gerona                                                            | Spagna                          | ?                                               | ?       | |
| | Penkalas Bridge                       | Kocaçay (Penkalas)                                           | Aezani                                                                                            | Çavdarhisar                                                                             | Turchia                         | circa 3.9 m; 5.2 m; 6.5 m; 5.2 m; circa 3.9 m   | P       | |
| Ponte Penkalas nel 1992 | Ponte sul Penkalas                    | Kocaçay (Penkalas)                                           | Aezani                                                                                            | Çavdarhisar                                                                             | Turchia                         | 5 x P                                           | P       | |
| | Ponte romano                          | Granico (Granicus)                                           | Biga                                                                                              | Sopra il Granico                                                                        | Turchia                         | ?                                               | ?       | |
| | Ponte romano                          | ?                                                            | Eğirdir                                                                                           | ?                                                                                       | Turchia                         | ?                                               | ?       | |
| | Ponte Sabrina                         | Karabudak                                                    | Zimara                                                                                            | ?                                                                                       | Turchia                         | ?                                               | ?       | |
| | Ponte sul Sangario                    | Sakarya (Sangarius)                                          | Candir Köprü                                                                                      | 55 km Sud-Est di Eskişehir                                                              | Turchia                         | ?                                               | ?       | |
| Veduta di quel che rimaneva dell'Arco di Trionfo nella parte terminale ovest del ponte(1838).                                              | Ponte sul Sangario                    | Sakarya (Sangarius)                                          | İzmit                                                                                             | 4 km a Ovest di Adapazarı                                                               | Turchia                         | 8-12 x M                                        | P       | |
| | Sauerbrücke                           | Sauer                                                        | Wasserbillig                                                                                      | ?                                                                                       | Lussemburgo                     | ?                                               | ?       | |
| | Ponte Selinus                         | Bergama Çayi (Selinus)                                       | Pergamo                                                                                           | ?                                                                                       | Turchia                         | 2 x 11.4                                        | P       | |
| Ponte di Pergamo | Ponte di Pergamo                      | Bergama Çayi (Selinus)                                       | Pergamo                                                                                           | Sotto il Tempio di Serapis (Sala Rossa)                                                 | Turchia                         | 2 x 9 m                                         | P       | La più larga sottostruttura antica di un ponte |
| Ponte Severan | Ponte dei Severi                      | Cendere Çayi                                                 | Kahta                                                                                             | 41 km a Est di Adıyaman                                                                 | Turchia                         | 34.2 m                                          | G       | |
| | Ponte Shkumbi                         | Shkumbi                                                      | Topcias                                                                                           | Vicino a Shenjan                                                                        | Albania                         | 17 x P                                          | ?       | |
| Ponte di San Dionisio | Ponte di San Dionisio                 | Murufer                                                      | Sankt Dionysen                                                                                    | Tra Sankt Dionysen e Oberdorf                                                           | Austria                         | 1 x P                                           | P       | |
| Ponte in pietra di Adana | Ponte in pietra di Adana              | Seyhan                                                       | Adana                                                                                             | ?                                                                                       | Turchia                         | 21 x P                                          | P       | |
| | Ponte romano di Susegana              | ?                                                            | Susegana                                                                                          | Nella frazione di Colfosco sulla Via Claudia Augusta                                    | Italia; Veneto                  | 5.3 m                                           | P       | Ponte a segmento d'arco |
| Ponte de Vila Formosa | Ponte da Vila Formosa (Ponte do Seda) | Seda                                                         | Alter do Chão                                                                                     | 10 km a Ovest                                                                           | Portogallo                      | 6 x circa 9.6 m                                 | P       | |
| | Viadotto di Valle Ariccia             | Valle Ariccia                                                | Roma                                                                                              | 27 km a Sud-Est sullaVia Appia                                                          | Italia; Lazio                   | 3 x P                                           | P       | |
| | Viadotto sulla Via Aurelia            | ?                                                            | Roma                                                                                              | Pons Cestius-Janiculum                                                                  | Italia; Lazio                   | 1 x P                                           | ?       | |
| | Viadotto sopra Fosso di Ponte Terra   | Fosso di Ponte Terra                                         | San Vittorino                                                                                     | 1 km a Nord-Est                                                                         | Italia; Lazio                   | 4 x M                                           | M       | |
| | Voltarella                            | ?                                                            | Civita Castellana                                                                                 | 5 km a Nord-Est, sulla Via Flaminia                                                     | Italia; Lazio                   | 3.1 m                                           | P       | |
| | Ponte Bianco                          | Biga Çayi (Granico)                                          | ?                                                                                                 | Sulla strada che porta a Gallipoli                                                      | Turchia                         | P; P; 4 x M; P; P                               | ?       | Saccheggiato per materiale edile nel XX secolo circa |
| Ponte Delal | Delal                                 | Piccolo Khabur                                               | Zakho                                                                                             | Nella città di Zakho                                                                    | Iraq                            | P; L; P                                         | G       | |
| | ?                                     | Arapgir Çayi                                                 | Korpanik                                                                                          | 3 km a Est                                                                              | Turchia                         | 30 m                                            | ?       | |
| | ?                                     | Asopus                                                       | Laodicea al Lico                                                                                  | ?                                                                                       | Turchia                         | 8.0 m; 12.3 m; 7.1 m                            | M       | |
| | ?                                     | Bues                                                         | Ganagobie                                                                                         | Sponda Ovest del Durance, a Sud di Sisteron                                             | Francia                         | ?                                               | ?       | |
| | ?                                     | Escoutay                                                     | Viviers                                                                                           | ?                                                                                       | Francia                         | ?                                               | ?       | |
| | ?                                     | Fosso del Giardinetto                                        | Roma                                                                                              | 11 km a Est, sulla Via Labicana                                                         | Italia; Lazio                   | 5.7 m                                           | P       | |
| | ?                                     | Fosso della Valchetta                                        | Castel Giubileo                                                                                   | 0.25 km a Nord                                                                          | Italia; Lazio                   | 2 x 7 m                                         | P       | |
| | ?                                     | Fosso di Palidoro                                            | Palidoro                                                                                          | Sotto la fattoria                                                                       | Italia; Lazio                   | 2 x P                                           | ?       | |
| | ?                                     | Fosso di Vallemplice                                         | Santa Marinella                                                                                   | Via Aurelia                                                                             | Italia; Lazio                   | 1 x P                                           | P       | |
| | ?                                     | Fosso Malafede                                               | Ostia                                                                                             | 9 km a Nord-Est sulla Via Ostiense                                                      | Italia; Lazio                   | 2 x P                                           | P       | |
| | ?                                     | Göksu (Calycadnus)                                           | Silifke                                                                                           | ?                                                                                       | Turchia                         | 5 x circa 17 m; 2 x 4.3 m                       | P       | |
| | ?                                     | Guadiana                                                     | Mértola                                                                                           | ?                                                                                       | Portogallo                      | ?                                               | ?       | |
| | ?                                     | Marsyas                                                      | Incekemer                                                                                         | ?                                                                                       | Turchia                         | 3 x M                                           | M       | |
| | ?                                     | Nahr er Rukkad                                               | ?                                                                                                 | A Ovest di Bostra                                                                       | Siria                           | 8 campate                                       | ?       | |
| | ?                                     | Nilo                                                         | Assuan                                                                                            | ?                                                                                       | Egitto                          | ?                                               | ?       | |
| | ?                                     | Numicus                                                      | Ostia                                                                                             | 2 km a Sud-Est, sulla Via Severiana                                                     | Italia; Lazio                   | 3 x P                                           | P       | |
| | ?                                     | Saboun-Souyou                                                | Aleppo                                                                                            | 70 km a Nord                                                                            | Siria                           | 3.8 m; 8.4 m; 10 m; 9.8 m; 8.2 m; 3.8 m         | M       | |
| | ?                                     | Saboun-Souyou                                                | Aleppo                                                                                            | Cyrrhus-Gaziantep                                                                       | Siria                           | 4.2 m; 9.3 m; 4.7 m                             | P       | |
| | ?                                     | Wadi Suweida                                                 | Suweida                                                                                           | Nord di Bostra                                                                          | Siria                           | 1 campata                                       | ?       | |
| | ?                                     | Wadi Zeidi                                                   | el-Tali'a                                                                                         | A Ovest di Bostra                                                                       | Siria                           | 2 x P                                           | P       | |
| | ?                                     | Yeşil (Iris)                                                 | Amasya                                                                                            | ?                                                                                       | Turchia                         | ?                                               | ?       | |
| | ?                                     | ?                                                            | Antakya                                                                                           | A Nord di Antakya                                                                       | Turchia                         | 1 x P                                           | G       | |
| | ?                                     | ?                                                            | Kireli                                                                                            | ?                                                                                       | Turchia                         | ?                                               | ?       | |
| | ?                                     | ?                                                            | Qodana                                                                                            | A Ovest di Bostra                                                                       | Siria                           | 3 campate                                       | ?       | |
| | ?                                     | ?                                                            | Sette Vene                                                                                        | 15 km a Nord di Veii, sulla Via Cassia                                                  | Italia; Lazio                   | 1 x P                                           | ?       | |
| | Ponte romano                          | Orta                                                         | Piano d'Orta (fraz. di Bolognano)                                                                 |                                                                                         | Italia; Abruzzo                 |                                                 |         | Ponte a due campate di cui rimangono i ruderi del pilone centrale e della spalla sinistra lato comune di Bolognano. Il ponte è nominato in un documento dell'anno 1006 del Chronicon Casauriense.                                                         |

## Ponti interamente in legno o in legno su piloni in muratura
I ponti potevano essere fatti anche interamente in legno, oppure con arcate in legno sopra piloni in calcestruzzo, rivestito in pietra. Nella lista che segue entrambi i tipi sono catalogati in ordine cronologico. Spesso ponti originariamente in legno vennero successivamente sostituiti da ponti in muratura.
| Immagine                                              | Nome                                   | Fiume               | Città                         | Stato                    | Campate          | Commenti                                                                |
| ----------------------------------------------------- | -------------------------------------- | ------------------- | ----------------------------- | ------------------------ | ---------------- | ----------------------------------------------------------------------- |
| Rilievo dulla Colonna di Traiano.                     | Ponte Apollodorus (o Ponte di Traiano) | Danubio             | Drobeta-Turnu Severin/Kladovo | Romania/ Serbia          | 21 x >30 m       | Piloni in cementizio; il più lungo ponte ad archi per più di 1.000 anni |
| Il Ponte di Cesare sul Reno, di John Soane (1814)     | I Ponti di Cesare sul Reno             | Reno                | Coblenza                      | Germania                 | circa 26 campate |                                                                         |
|                                                       | Ponte di Chesters                      | Tyne settentrionale | Chesters                      | Regno Unito; Inghilterra | 4 x P            | Possibili arcate in pietra                                              |
|                                                       | Ponte di Costantino                    | Danubio             | Corabia                       | Romania/ Bulgaria        | ?                | Piloni in cementizio                                                    |
|                                                       | Ponte di Cornelius Fuscus              | Danubio             | Orlea                         | Romania/ Bulgaria        | ?                | Ponte in legno                                                          |
|                                                       | Ponte Giustiniano                      | Siberis             | Sykeon                        | Turchia                  | 8 x 5.4-9.6 m    |                                                                         |
|                                                       | Ponte di Londra                        | Tamigi              | Londra                        | Regno Unito; Inghilterra | ?                |                                                                         |
|                                                       | Ponte romano di Piercebridge           | Tees                | Piercebridge                  | Regno Unito; Inghilterra | ?                |                                                                         |
|                                                       | Ponte Aelius                           | Tyne                | Newcastle                     | Regno Unito; Inghilterra | ?                |                                                                         |
| Disegno del 1881                                      | Pons Sublicius                         | Tevere              | Roma                          | Italia; Lazio            | ?                |                                                                         |
|                                                       | Pons Tirenus                           | Garigliano          | Minturnae                     | Italia; Lazio/Campania   | ?                |                                                                         |
| Ponte Romano a Treviri                                | Ponte romano di Treviri                | Mosella             | Treviri                       | Germania                 | ?                | Arcate aggiunte nel Medioevo                                            |
| Disegno fantasioso risalente al 1608. Veduta da nord. | Ponte romano (Colonia)                 | Reno                | Colonia                       | Germania                 | 20 campate       |                                                                         |
| Raffigurazione moderna del ponte Romano.              | Ponte romano                           | Reno                | Magonza                       | Germania                 | ?                | Prima costruzione risalente al 30 d.C. circa.                           |
|                                                       | ?                                      | Churn               | Cirencester                   | Regno Unito; Inghilterra | ?                |                                                                         |
|                                                       | ?                                      | Eden                | Hyssop Holme Well             | Regno Unito; Inghilterra | ?                |                                                                         |
|                                                       | ?                                      | Forth               | ?                             | Regno Unito; Scozia      | ?                |                                                                         |
|                                                       | Ponte romano di Willowford             | Irthing             | Willowford                    | Regno Unito; Inghilterra |                  | Probabili archi in pietra                                               |
|                                                       | ?                                      | Kelvin              | Summerston                    | Regno Unito; Scozia      | ?                |                                                                         |
|                                                       | ?                                      | Loire               | Orléans                       | Francia                  | ?                |                                                                         |
|                                                       | ?                                      | Loire               | ?                             | Francia                  | ?                |                                                                         |
|                                                       | ?                                      | Rede                | Elishaw                       | Regno Unito; Inghilterra | ?                |                                                                         |
|                                                       | ?                                      | Rede                | Risingham                     | Regno Unito; Inghilterra | ?                |                                                                         |
|                                                       | ?                                      | Reno                | Ginevra                       | Svizzera                 | ?                |                                                                         |
|                                                       | ?                                      | Saône               | ?                             | Francia                  | ?                |                                                                         |
|                                                       | ?                                      | Senna               | Parigi                        | Francia                  | ?                |                                                                         |
|                                                       | ?                                      | Tees                | Pounteys Bridge               | Regno Unito; Inghilterra | ?                |                                                                         |
|                                                       | ?                                      | Trent               | Cromwell                      | Regno Unito; Inghilterra | ?                |                                                                         |
|                                                       | ?                                      | Tyne                | Corbridge                     | Regno Unito; Inghilterra | 6-11 x P         | Probabili archi in pietra                                               |
|                                                       | ?                                      | Wear                | Binchester                    | Regno Unito; Inghilterra | ?                |                                                                         |
|                                                       | ?                                      | ?                   | Hunwick Gill                  | Regno Unito; Inghilterra | ?                |                                                                         |
|                                                       | ?                                      | ?                   | Londra, Newgate               | Regno Unito; Inghilterra | ?                |                                                                         |
|                                                       | ?                                      | ?                   | Wallasey                      | Regno Unito; Inghilterra | ?                |                                                                         |
|                                                       | ?                                      | ?                   | Water Newton                  | Regno Unito; Inghilterra | ?                |                                                                         |
|                                                       | ?                                      | ?                   | Wroxeter                      | Regno Unito; Inghilterra | ?                |                                                                         |

## Ponti di barche e/o pontoni
Come alternativa al traghetto da una sponda all'altra del fiume i Romani costruirono anche ponti di barche e/o pontoni insieme a ponti fabbricati interamente in legno. Questi di solito consistevano in barche legate insieme con
la prua diretta verso la corrente. Questi ponti erano anche usati per il traffico di civili da una sponda all'altra.
| Carattere       | Fiume               | Città                       | Stato; Divisione amministrativa | Commenti                                                                                              |
| --------------- | ------------------- | --------------------------- | ------------------------------- | --- |
| Ponte di barche | Danubio             | Kostolac                    | Serbia                          | |
| Ponte di barche | Danubio             | Drobeta-Turnu Severin       | Romania/ Serbia                 | |
| Ponte di barche | Sakarya (Sangarius) | Adapazarı, 4 km a Sud-Ovest | Turchia                         | Sostituito dalle arcate in pietra del Ponte sul Sangario sotto il regno di Giustiniano I (r. 527-565) |

## Ponti-acquedotto
| Immagine                                              | Città                       | Nome                                           | Stato; Divisione amministrativa | Lunghezza Ponte    | Lunghezza totale acquedotto | Commenti |
| ----------------------------------------------------- | --------------------------- | ---------------------------------------------- | ------------------------------- | ------------------ | --------------------------- | --- |
|                                                       | Aix-en-Provence             | ?                                              | Francia                         | ?                  | ?                           | |
|                                                       | Alabanda                    | ?                                              | Turchia                         | Si                 | ?                           | |
|                                                       | Alatri                      | ?                                              | Italia; Lazio                   | ?                  | ?                           | |
|                                                       | Alcanadre                   | ?                                              | Spagna                          | Si                 | ?                           | |
|                                                       | Alinda                      | ?                                              | Turchia                         | Si                 | ?                           | |
|                                                       | Almuñécar                   | ?                                              | Spagna                          | Si                 | ?                           | |
|                                                       | Antibes                     | ?                                              | Francia                         | Si                 | ?                           | |
|                                                       | Antiochia                   | ?                                              | Turchia                         | Si                 | ?                           | |
|                                                       | Anzio                       | ?                                              | Italia; Lazio                   | ?                  | ?                           | |
|                                                       | Arles                       | ?                                              | Francia                         | Si                 | ?                           | |
|                                                       | Aspendos                    | ?                                              | Turchia                         | Si                 | ?                           | |
|                                                       | Barcellona                  | ?                                              | Spagna                          | Si                 | ?                           | |
|                                                       | Bavay                       | ?                                              | Francia                         | ?                  | ?                           | |
|                                                       | Bellone-Claudia             | ?                                              | Spagna                          | ?                  | ?                           | |
|                                                       | Bologna                     | ?                                              | Italia; Emilia-Romagna          | ?                  | ?                           | |
|                                                       | Bonn                        | Acquedotto di Bonn                             | Germania                        | Si                 | ?                           | |
|                                                       | Bordeaux                    | ?                                              | Francia                         | ?                  | ?                           | |
|                                                       | Cadice                      | ?                                              | Spagna                          | ?                  | ?                           | |
|                                                       | Cesarea                     | ?                                              | Israele                         | Si                 | ?                           | |
|                                                       | Cartagine                   | Zaghouan-Cartagine                             | Tunisia                         | Si                 | ?                           | |
|                                                       | Catania                     | Aqua Maculnia?                                 | Italia; Sicilia                 | ?                  | 24 km                       | La maggiore opera di ingegneria idraulica in Sicilia, distribuito su ponti, su muraglioni, a mezzacosta e in interro, trovava la sua fonte nell'attuale abitato di Santa Maria di Licodia. |
|                                                       | Chelva                      | ?                                              | Spagna                          | ?                  | ?                           | |
|                                                       | Chemtou                     | ?                                              | Tunisia                         | ?                  | ?                           | |
|                                                       | Cherchell                   | ?                                              | Algeria                         | Si                 | ?                           | |
|                                                       | Cimiez                      | ?                                              | Francia                         | ?                  | ?                           | |
|                                                       | Civitavecchia               | ?                                              | Italia; Lazio                   | Si                 | ?                           | |
| Sezione ricostruita vicino a Mechernich-Vussem        | Colonia                     | Acquedotto Eifel                               | Germania                        | Si                 | 130 km                      | La più grande struttura antica a nord delle Alpi |
|                                                       | Costantina                  | ?                                              | Algeria                         | Si                 | ?                           | |
|                                                       | Die                         | ?                                              | Francia                         | ?                  | ?                           | |
|                                                       | Efeso                       | ?                                              | Turchia                         | Si                 | ?                           | |
|                                                       | Eritre                      | ?                                              | Turchia                         | ?                  | ?                           | |
|                                                       | Évreux                      | ?                                              | Francia                         | ?                  | ?                           | |
|                                                       | Fréjus                      | ?                                              | Francia                         | Si                 | ?                           | |
|                                                       | Gadara                      | Acquedotto di Gadara                           | Giordania                       | Si                 | 170 km                      | Il più lungo tunnel dell'antichita (94 km) |
|                                                       | Granada                     | ?                                              | Spagna                          | ?                  | ?                           | |
| Acquedotto di Valente                                 | Costantinopoli              | Acquedotto di Valente                          | Turchia                         | Si                 | ?                           | |
|                                                       | Italica                     | ?                                              | Spagna                          | Si                 | ?                           | |
|                                                       | Kavala                      | ?                                              | Grecia                          | Si                 | ?                           | |
|                                                       | Khémissa                    | ?                                              | Tunisia                         | Si                 | ?                           | |
|                                                       | Laodicea                    | ?                                              | Turchia                         | Si                 | ?                           | |
|                                                       | Luynes                      | ?                                              | Francia                         | Si                 | ?                           | |
|                                                       | Lione                       | Brevenne                                       | Francia                         | ?                  | ?                           | |
|                                                       | Lione                       | Craponne                                       | Francia                         | Si                 | ?                           | |
|                                                       | Lione                       | Gier                                           | Francia                         | Si                 | ?                           | |
|                                                       | Lione                       | Mont d'Or                                      | Francia                         | ?                  | ?                           | |
| Römersteine ("Sassi Romani")                          | Magonza                     | Acquedotto di Mogontiacum                      | Germania                        | ?                  | ?                           | |
|                                                       | Marsiglia                   | ?                                              | Francia                         | ?                  | ?                           | |
|                                                       | Mérida                      | Cornalvo                                       | Spagna                          | ?                  | ?                           | |
| Acueducto de los Milagros                             | Mérida                      | Acquedotto dei miracoli                        | Spagna                          | Si                 | ?                           | UNESCO Sito Patrimonio dell'Umanità |
|                                                       | Mérida                      | San Lázaro                                     | Spagna                          | Si                 | ?                           | |
|                                                       | Mettet                      | Acquedotto romano di Mettet                    | Belgio                          | ?                  | ?                           | |
|                                                       | Metz                        | ?                                              | Francia                         | Si                 | ?                           | |
|                                                       | Minturno                    | ?                                              | Italia; Lazio                   | Si                 | ?                           | |
|                                                       | Musti                       | ?                                              | Tunisia                         | ?                  | ?                           | |
| Pont du Gard                                          | Nîmes                       | Pont du Gard Pont de Bornègre                  | Francia                         | Si                 | ?                           | UNESCO Sito Patrimonio dell'Umanità |
|                                                       | Orange                      | ?                                              | Francia                         | ?                  | ?                           | |
|                                                       | Parigi                      | Lutetia                                        | Francia                         | ?                  | ?                           | |
|                                                       | Pézenas                     | ?                                              | Francia                         | ?                  | ?                           | |
|                                                       | Périgueux                   | ?                                              | Francia                         | ?                  | ?                           | |
|                                                       | Phaselis                    | ?                                              | Turchia                         | Si                 | ?                           | |
|                                                       | Poitiers                    | ?                                              | Francia                         | ?                  | ?                           | |
|                                                       | Pompei                      | ?                                              | Italia; Campania                | ?                  | ?                           | |
| Arco del ponte di Pont d'Aël                          | Pont d'Aël, Aymavilles      | Pont d'Aël                                     | Italia; Valle d'Aosta           | campata da 14.24 m | 6 km                        | 66 m sul livello inferiore della vallata |
|                                                       | Aosta, loc. Chiou           | Grand Arvou (o ponte acquedotto del Rû Prévôt) | Italia; Valle d'Aosta           | ?                  | ?                           | |
|                                                       | Rodez                       | ?                                              | Francia                         | ?                  | ?                           | |
| Porta Maggiore                                        | Roma                        | Anio Novus                                     | Italia; Lazio                   | 14 km              | 86.8 km                     | Costruito nel 38-52 circa d.C. Portata di 189,520 m³ al giorno. |
| Anio Vetus                                            | Roma                        | Anio Vetus                                     | Italia; Lazio                   | Si                 | ?                           | |
| Aqua Alexandrina                                      | Roma                        | Aqua Alexandrina                               | Italia; Lazio                   | 2 km               | 22 km                       | Costruito nel 226 d.C. |
|                                                       | Roma                        | Aqua Alsietina                                 | Italia; Lazio                   | Si                 |                             | |
| Aqua Claudia                                          | Roma                        | Aqua Claudia                                   | Italia; Lazio                   | 14 km              | 68.6 km                     | Costruito nel 38-52 d.C. Portata di 184,280 m³ al giorno |
|                                                       | Roma                        | Aqua Julia                                     | Italia; Lazio                   | 10 km              | 68.6 km                     | Costruito nel 33 a.C. Portata di 48,240 m³ al giorno. |
| Aqua Marcia                                           | Roma                        | Aqua Marcia                                    | Italia; Lazio                   | 10 km              | 91.4 km                     | Costruito nel 144-140 a.C. Portata di 187,600 m³ al giorno. |
|                                                       | Roma                        | Aqua Tepula                                    | Italia; Lazio                   | 9 km               | 17.7 km                     | Costruito nel 126 a.C. Portata di 17,800 m³ al giorno |
| Il Ponte Lupo ritratto da Ettore Roesler Franz, 1898. | Roma                        | Ponte Lupo                                     | Italia; Lazio                   |                    |                             | Costruito nel 144 a.C. |
|                                                       | Sádaba                      | ?                                              | Spagna                          | ?                  | ?                           | |
|                                                       | Saintes                     | ?                                              | Francia                         | ?                  | ?                           | |
|                                                       | Salona                      | Diocletianus Aqueduct                          | Croazia                         | Si                 | ?                           | |
|                                                       | Samosata                    | ?                                              | Turchia                         | Si                 | ?                           | |
|                                                       | Sebaste                     | ?                                              | Turchia                         | Si                 | ?                           | |
|                                                       | Side                        | ?                                              | Turchia                         | Si                 | ?                           | |
|                                                       | Sbeitla                     | ?                                              | Tunisia                         | Si                 | ?                           | |
| Acquedotto di Segovia                                 | Segovia                     | Acquedotto di Segovia                          | Spagna                          | Si                 | ?                           | UNESCO Sito Patrimonio dell'Umanità |
|                                                       | Sens                        | ?                                              | Francia                         | ?                  | ?                           | |
|                                                       | Siviglia                    | ?                                              | Spagna                          | Si                 | ?                           | |
| Ponte delle Torri                                     | Spoleto                     | Ponte delle Torri                              | Italia; Umbria                  | Si                 | ?                           | |
|                                                       | Saint-Bertrand-de-Comminges | ?                                              | Francia                         | Si                 | ?                           | |
|                                                       | Saint-Rémy-de-Provence      | ?                                              | Francia                         | ?                  | ?                           | |
|                                                       | Siracusa                    | ?                                              | Italia; Sicilia                 | ?                  | ?                           | |
|                                                       | Taormina                    | ?                                              | Italia; Sicilia                 | ?                  | ?                           | |
|                                                       | Tarquinia                   | ?                                              | Italia; Lazio                   | Si                 | ?                           | |
| Aqüeducte de les Ferreres                             | Tarragona                   | Acquedotto di Tarragona                        | Spagna                          | Si                 | ?                           | UNESCO Sito Patrimonio dell'Umanità |
|                                                       | Tébessa                     | ?                                              | Tunisia                         | Si                 | ?                           | |
|                                                       | Termini Imerese             | Aquae Corneliae                                | Italia; Sicilia                 | Si                 | ?                           | |
|                                                       | Terracina                   | ?                                              | Italia; Lazio                   | Si                 | ?                           | |
|                                                       | Toledo                      | ?                                              | Spagna                          | Si                 | ?                           | |
|                                                       | Torino                      | ?                                              | Italia; Piemonte                | ?                  | ?                           | |
|                                                       | Vaison                      | ?                                              | Francia                         | ?                  | ?                           | |
|                                                       | Valencia de Alcántara       | ?                                              | Spagna                          | Si                 | ?                           | |
|                                                       | Venafro                     | ?                                              | Italia; Molise                  | Si                 | ?                           | |
|                                                       | Vienne                      | ?                                              | Francia                         | ?                  | ?                           | |
|                                                       | Viterbo                     | ?                                              | Italia; Lazio                   | ?                  | ?                           | |
|                                                       | Volubilis                   | ?                                              | Marocco                         | ?                  | ?                           | |
|                                                       | Genova                      | Ponte Funicchio                                | Italia; Liguria                 | Si                 | ?                           | |